# Gnophosema minima
Gnophosema minima là một loài bướm đêm trong họ Geometridae.